# 憲法委員會 (斯里蘭卡)
宪法委员会（Constitutional Council，簡稱CC）是斯里兰卡的一个由10名成员组成的宪法机构，其任务是维持不同独立委员会的運作，并监督其事务。宪法委员会旨在使公共服务非政治化。

## 職能

### 委員會
憲法委員會下設有不同獨立委員會，包括：
- 選舉委員會（Election Commission）（英语：Election Commission of Sri Lanka）
- 公共服務委員會（Public Service Commission）（英语：Public Service Commission (Sri Lanka)）
- 國家警察委員會（National Police Commission）
- 審計服務委員會（Audit Service Commission）
- 人權委員會（Human Rights Commission）
- 賄賂或腐敗指控調查委員會（Commission to Investigate Allegations of Bribery or Corruption）
- 財政委員會（Finance Commission）
- 劃界委員會（Delimitation Commission）
- 國家採購委員會（National Procurement Commission）
- 大學教育資助委員會（University Grants Commission）（英语：University Grants Commission (Sri Lanka)）
- 官方語言委員會（Official Languages Commission）

### 政治提名
憲法委員會負責就政府機構的高級職位提出建議，例如：
- 最高法院首席大法官和法官
- 上訴法庭庭長及上訴法庭法官
- 除主席外的司法事務委員會成員
- 司法部長
- 審計長（Auditor General of Sri Lanka）
- 警察總長（Inspector General of Police）（英语：Inspector General of Police (Sri Lanka)）
- 議會行政專員（監察員）
- 議會秘書長